# 아망딘 뷔샤르
아망딘 뷔샤르(프랑스어: Amandine Buchard, 1995년 7월 12일~)는 프랑스의 유도 선수이다. 2020년 하계 올림픽 하프라이트급에서 은메달을 획득했으며 혼성 단체전에서 금메달을 획득했고 2024년 하계 올림픽 하프라이트급 동메달과 혼성 단체전 금메달을 획득했다. 또한 세계 선수권 대회에서 은메달 2개, 동메달 4개를 획득했고 유럽 선수권 대회에서 금메달 2개, 은메달 2개를 획득했다.

## 개인사
뷔샤르는 자신이 공개적으로 동성애자임을 밝혔다.